# 7月9日大通り

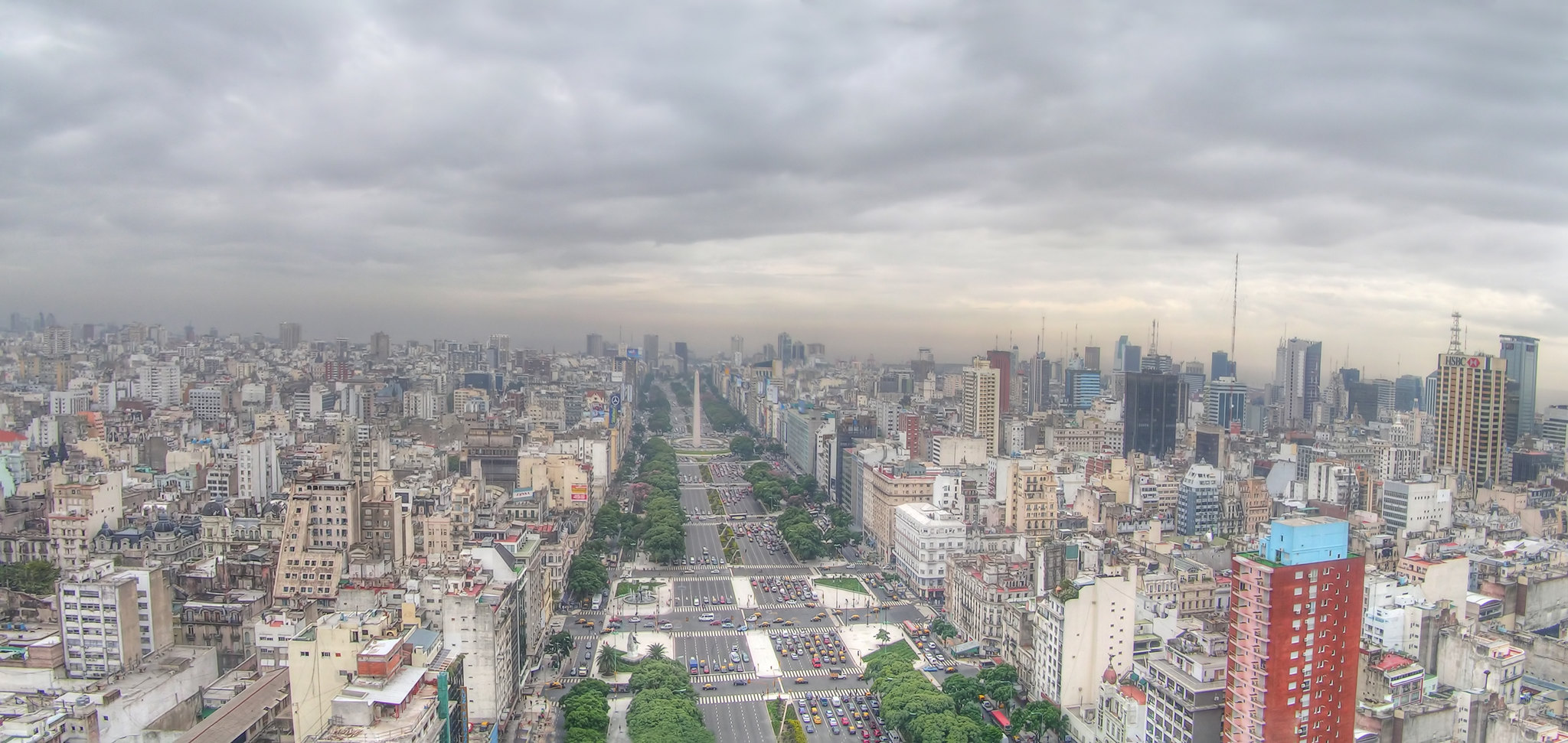
7月9日大通りを北を向いて撮影

7月9日大通りまたは7月9日通り （Avenida 9 de Julio）とはアルゼンチンのブエノスアイレスにある大通りである。名前はアルゼンチンの独立記念日である1816年7月9日にちなんでいる。
ラプラタ川の岸からおよそ1キロメートル西にあり、北のレティーロ地区から南のConstitución station（英語版）まで続いている。片側7車線で、道の両端にはさらにもう二車線、道路が接続されている。
通りの北端はArturo Illia（英語版）高速道路（ホルヘ・ニューベリー空港とパンアメリカンハイウェイに接続）とLibertador avenueに繋がっている。通りの南端は25 de Mayo有料道路（大ブエノスアイレス都市圏（英語版）の西側とエセイサ国際空港で使われる）と9 de Julio高架高速道路に繋がっている。南進して街を出る道路は主にふたつあり、9 de Julioはそのどちらも担っている。ラプラタへ行く国道1号線とマル・デル・プラタへ行く国道2号線である。

## 歴史と概要

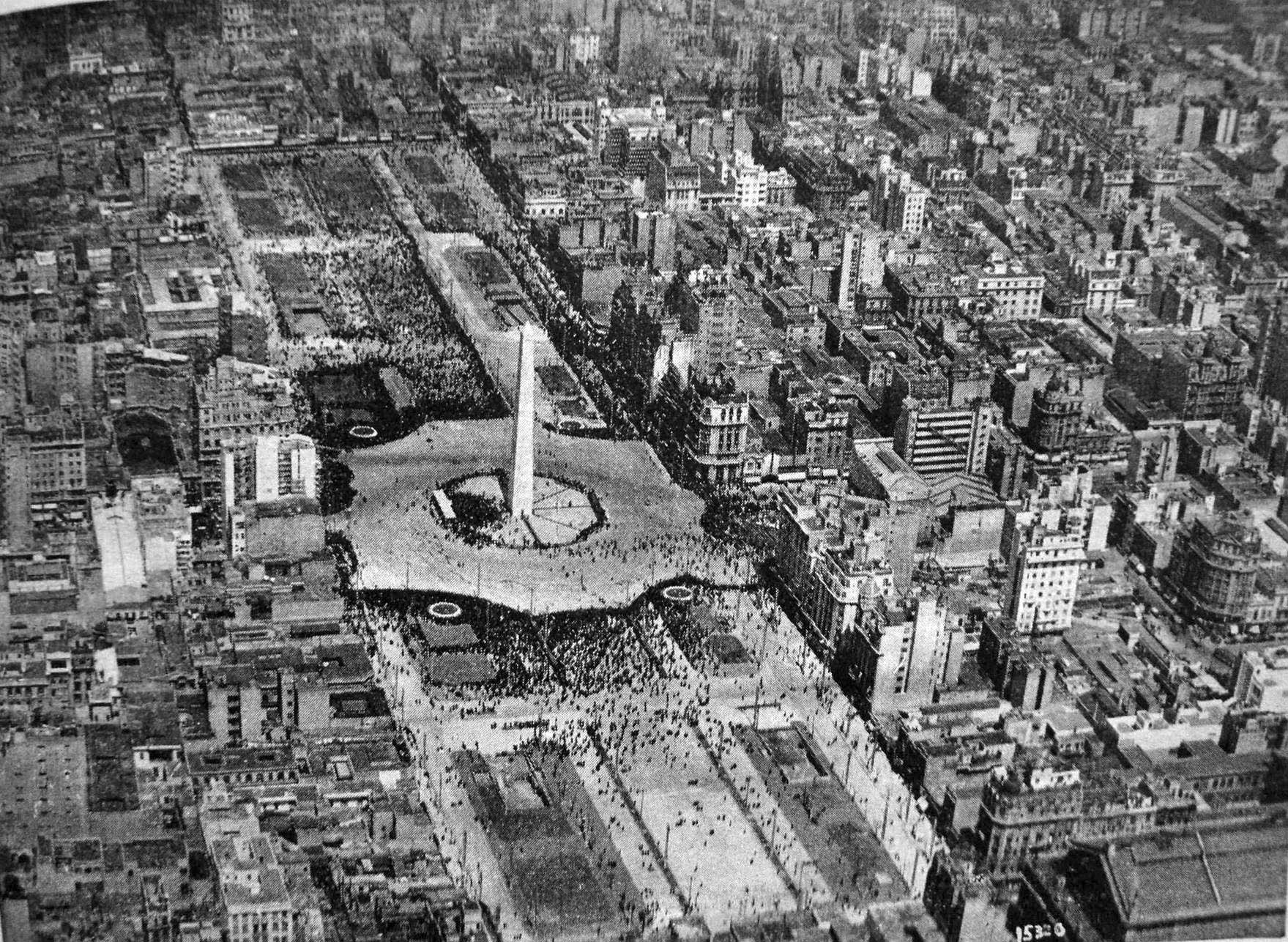
1937年に通行が始まった時の写真

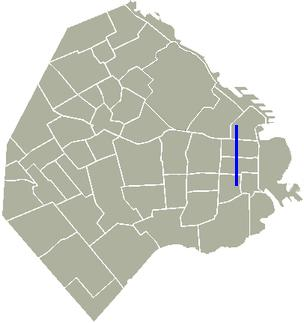
ブエノスアイレスにおける位置

7月9日通りの幅は非常に広い。これは碁盤の目のようになっているブエノスアイレスの、街区まるまる一つ分を通りとして使っているためである。隣の通りとの間隔はおよそ110メートルで、アメリカのニューヨークにあるマンハッタンのそれよりも広い。
最初にこの通りが計画されたのは1888年のことで、その時の名前はAyohumaだった。だが周辺の地主や住民に長いこと反発され続け、1935年まで工事は始まらなかった。最初の部分は1937年7月9日に使用が開始され、1960年代にはメインとなる部分が完成した。南部の接続は、有料道路のダウンタウン部分が完成した1980年以後に同じく完成した。
ブエノスアイレス地下鉄のC線が通りの真下を通っており、A線、B線、D線、E線もそれぞれ通りと交差する所に駅がある。特にB線、C線、D線はオベリスクの下にそれぞれ名前は違うものの構内を共有する駅があり、売店（キオスコ）が並ぶ通路を持つ地下鉄の一大ターミナルとなっといる。駅の名前はそれぞれ、カルロス・ぺシェグリーニ、ディアゴナル・ノルテ、そして7月9日である。
この通りを地上で横断するには2 - 3分かかる。また全ての交差点に信号がある。普通のスピードで歩くなら、青信号2 - 3機分である。この感覚的隔たりをなくすために、通りの地下を通行できるようにする都市計画も存在する。
2018年10月6日、ブエノスアイレスユースオリンピックの開会式がこの大通りで無料で行われる。

## 見所
7月9日大通り周辺。北から南の順。
- 在アルゼンチンフランス大使館: フランス政府は大使館を解体されることに反発、現地住民の中にも解体に反対する人々がいた。現在大使館は建築の傑作として広く評価されている。詳細は公式サイト （スペイン語）を参照。
- テアトロ・コロン
- ブエノスアイレスのオベリスコとPlaza de la República（英語版）
- Mayo通り（英語版）との交差点にドン・キホーテ像
- 通信省旧庁舎（通りそのものの上にある唯一の建物）Moreno通りとの交差点にある。
- Constitución station（英語版）とPlaza Constitución

座標: 南緯34度36分28秒 西経58度22分53秒 / 南緯34.60778度 西経58.38139度
|  |  |  |  |